# Apatura obscura
Apatura obscura är en fjärilsart som beskrevs av Le Moult 1947. Apatura obscura ingår i släktet Apatura och familjen praktfjärilar. Inga underarter finns listade i Catalogue of Life.